# هیالورونیداز
هیالورونیداز (انگلیسی: Hyaluronidase) دسته‌ای از آنزیم‌های گلیکوزید هیدرولاز هستند. هیالورونیدازها باعث تخریب و شکسته شدن اسید هیالورونیک می‌گردند. این آنزیم در پزشکی از جمله جراحی‌های چشم نیز کاربرد دارد. این آنزیم در بیماریزایی برخی باکتری‌ها مانند استافیلوکوکوس اورئوس و استرپتوکوک پیوژنز نقش دارد. آنزیم هیالورونیداز موجود در کلاهک اسپرم در باروری پستانداران دخیل است.